# پال استمتس
```
پال ادوارد استمتس
 (متولد ۱۷ ژوئیه ۱۹۵۵) یک 
قارچ‌شناس
 و کارآفرین آمریکایی است که محصولات مختلف قارچ را از طریق شرکت خود به فروش می‌رساند. وی نویسنده و مدافع قارچهای دارویی و مای کورمدیشن (زیست پالایی) است.
```

## زندگی شخصی
استمتس در سالم، اوهایو متولد شد. او در کلمبیا، اوهایو به همراه برادر بزرگترش، جان – برادر دوقلوی خود North – و خواهر و برادرهای کوچکترش بزرگ شد. وی فارغ‌التحصیل کالج ایالتی Evergreen در المپیا، واشینگتن است و مدرک لیسانس خود را در سال ۱۹۷۹ دریافت کرد. Stamets با کارولین "Dusty" یائو ازدواج کرده است. وی از ازدواج قبلی دو فرزند دارد که یکی از آنها از روی یک قارچ توهم زا نامگذاری شده است.

## علاقه‌های مرتبط به قارچ
Stamets تحریک برادرش بزرگترش جان را دلیل آغاز علاقه خود را در قارچ‌شناسی، و تحصیل در رشته قارچ‌شناسی در دوره کارشناسی می‌داند. بدون داشتن آموزش آکادمیک بالاتر از لیسانس، Stamets کار خود را در جنگل به عنوان شروع الوارساز آغاز کرد و تا دانش خود در زمینه قارچ‌شناسی را تا حد زیادی به‌طور خود آموخته به دست آورده است.

## در فرهنگ عامه
در ۲۴ سپتامبر ۲۰۱۷، CBS پخش برنامه Star Trek: Discovery را که شخصیتی به نام Stamets دارد، پخش کرد. فرمانده ستوان پائول استامتس، مهندس ارشد USS Discovery و اختر قارچ‌شناس یک شبکه قارچ که قدرت یک پیشرانه اسپور پیشرفته را دارد کشف نمود.

## کتابها
- قارچ‌های خارق‌العاده: چگونه قارچ‌ها می‌توانند بهبود ، آگاهی را تغییر دهند و سیاره را نجات دهند (۲۰۱۹ ، ISBN 1683837045)
- Mycelium Running: چگونه قارچ‌ها می‌توانند به نجات جهان کمک کنند (۲۰۰۵، شابک ‎۱-۵۸۰۰۸-۵۷۹-۲)
- قارچهای Psilocybin جهان (۱۹۹۶، شابک ‎۰-۸۹۸۱۵-۸۳۹-۷)
- در حال رشد قارچ و قارچ دارویی (۱۹۹۶، شابک ‎۱-۵۸۰۰۸-۱۷۵-۴)
- قارچ Psilocybe & Allies (1978)، شرکت کتاب Homestead، شابک ‎۰-۹۳۰۱۸۰-۰۳-۸